# Adenauerplatz (metropolitana di Berlino)
La stazione di Adenauerplatz è una stazione della metropolitana di Berlino, sulla linea U7.
Essa prende il nome dall'omonima piazza.

## Storia
La stazione di Adenauerplatz fu progettata come parte del prolungamento della linea 7 dall'allora capolinea di Fehrbelliner Platz a Richard-Wagner-Platz; tale tratta venne aperta all'esercizio il 28 aprile 1978.